# The Holy Mountain
The Holy Mountain is een film van Alejandro Jodorowsky uit 1973.
De surrealistische film bevat verwijzingen naar religieuze en mystieke zaken en kritiek op de consumptiemaatschappij.

## Verhaal
Een alchemist begeleidt een op Jezus Christus lijkende dief en zeven personen die de planeten representeren naar de Heilige Berg. Ze moeten de aldaar aanwezige goden vervangen.

## Rolverdeling
| Acteur               | Personage                   |
| -------------------- | --------------------------- |
| Alejandro Jodorowsky | alchemist                   |
| Horacio Salinas      | dief/Jezusfiguur            |
| Ramona Saunders      | assistente van de alchemist |
| Juan Ferrara         | Fon                         |
| Adriana Page         | Isla                        |
| Burt Kleiner         | Klen                        |
| Nicky Nichols        | Berg                        |
| Richard Rutowsky     | Axon                        |
| Luis Lomelí          | Lut                         |
| Ana de Sade          | prostituee                  |

## Voorbereiding
Voorafgaand aan de opnames van de film sliepen Jodorowsky en zijn vrouw een week lang niet en leefden onder leiding van een Japanse zenmeester.
De belangrijkste acteurs kregen drie maanden training in zen, soefi en yoga. Ze leefden een maand als commune in Jodorowsky's huis.

## Ontvangst
De film werd na de première beperkt vertoond maar kreeg in de loop der jaren een cultstatus. Een gerestaureerde versie werd 30 jaar na de première vertoond. De film kwam uit op dvd in 2007 en op blu-ray in 2011.